# المعهد الوطني السويدي لبحوث الطرق والنقل
المعهد الوطني السويدي لبحوث الطرق والنقل (بالسويدية: Statens väg- och transportforskningsinstitut VTI)‏ هي مؤسسة أبحاث علمية عامة تركز على أبحاث النقل في السويد. يقع المكتب الرئيسي في لينشوبينغ.

## التاريخ
تأسس المعهد الوطني السويدي لبحوث الطرق والنقل بين عامي 1923 و 1925. منذ ذلك الحين تم تغيير إسمه من المعهد الوطني للطرق في عام 1934 ثم المعهد الوطني السويدي لبحوث الطرق وحركة المرور في عام 1971. وأخير تم تغيير اسمه إلى المعهد الوطني لبحوث الطرق والنقل في عام 1993.

## مكاتب
يمتلك المعهد مكاتب في عدة مدن في السويد. منها مكاتب في بورلنجه وستوكهولم حيث يركز البحث على اقتصاد وسياسة النقل. كما توجد مكاتب آخر في غوتنبرغ التي تركز على تكنولوجيا العربات وسلامتها وفي لوند و تركيز على البحث حول وسائل النقل العام.

## روابط خارجية
- الموقع الرسمي (باللغة الإنجليزية)